# Wahlkreis Perthshire North
| Perthshire North                         |
| ---------------------------------------- |
| Perthshire North · Mid Scotland and Fife |
| Gebildet                                 |
| 2011                                     |
| Abgeordneter                             |
| John Swinney (SNP)                       |
| Regionen                                 |
| Perth and Kinross                        |

Perthshire North ist ein Wahlkreis für das Schottische Parlament. Er wurde 2011 im Zuge der Revision der Wahlkreise als einer von neun Wahlkreisen der Wahlregion Mid Scotland and Fife neu geschaffen. Die Gebiete lagen zuvor weitgehend innerhalb des ehemaligen Wahlkreises North Tayside. Der Wahlkreis Perthshire North umfasst dünnbesiedelte Gebiete der Council Area Perth and Kinross mit den Städten Pitlochry und Dunkeld sowie Teilen der Stadt Perth. Bezogen auf die Fläche ist Perthshire North der größte Wahlkreis der Region Mid Scotland and Fife. Der Wahlkreis entsendet einen Abgeordneten.
Der Wahlkreis erstreckt sich über eine Fläche von 3918,3 km2. Im Jahre 2020 lebten 72.668 Personen innerhalb seiner Grenzen.

## Wahlergebnisse

### Parlamentswahl 2011
| Ergebnisse der Parlamentswahl 2011 | Ergebnisse der Parlamentswahl 2011 | Ergebnisse der Parlamentswahl 2011 | Ergebnisse der Parlamentswahl 2011 |
| Partei                             | Kandidat                           | Stimmen                            | %                                  |
| ---------------------------------- | ---------------------------------- | ---------------------------------- | ---------------------------------- |
| SNP                                | John Swinney                       | 18.219                             | 60,8                               |
| Conservative                       | Murdo Fraser                       | 7866                               | 26,3                               |
| Labour                             | Pete Cheema                        | 2672                               | 8,9                                |
| Liberal Democrats                  | Victor Clements                    | 1196                               | 4,0                                |
| Wahlbeteiligung:                   |                                    |                                    |                                    |

### Parlamentswahl 2016
| Ergebnisse der Parlamentswahl 2016 | Ergebnisse der Parlamentswahl 2016 | Ergebnisse der Parlamentswahl 2016 | Ergebnisse der Parlamentswahl 2016 | Ergebnisse der Parlamentswahl 2016 |
| Partei                             | Kandidat                           | Stimmen                            | %                                  | ±                                  |
| ---------------------------------- | ---------------------------------- | ---------------------------------- | ---------------------------------- | ---------------------------------- |
| SNP                                | John Swinney                       | 16.526                             | 48,6                               | −12,3                              |
| Conservative                       | Murdo Fraser                       | 13.190                             | 38,8                               | +12,5                              |
| Labour                             | Anna McEwan                        | 2.604                              | 7,7                                | −1,3                               |
| Liberal Democrats                  | Peter Barrett                      | 1.750                              | 5,0                                | +1,0                               |
| Wahlbeteiligung:                   |                                    |                                    |                                    |                                    |

### Parlamentswahl 2021
| Ergebnisse der Parlamentswahl 2021 | Ergebnisse der Parlamentswahl 2021 | Ergebnisse der Parlamentswahl 2021 | Ergebnisse der Parlamentswahl 2021 | Ergebnisse der Parlamentswahl 2021 |
| Partei                             | Kandidat                           | Stimmen                            | %                                  | ±                                  |
| ---------------------------------- | ---------------------------------- | ---------------------------------- | ---------------------------------- | ---------------------------------- |
| SNP                                | John Swinney                       | 19.860                             | 49,5                               | +0,9                               |
| Conservative                       | Murdo Fraser                       | 15.807                             | 39,4                               | +0,6                               |
| Labour                             | Ryan Smart                         | 2.324                              | 5,8                                | −1,9                               |
| Liberal Democrats                  | Peter Barrett                      | 1.802                              | 4,5                                | −0,5                               |
| Family                             | Donald Marshall                    | 334                                | 0,8                                | +0,8                               |
| Wahlbeteiligung: 70 %              |                                    |                                    |                                    |                                    |